# Takayus
Takayus là một chi nhện trong họ Theridiidae.